# روشن‌آباد (کهگیلویه)
روشن‌آباد (کهگیلویه)، روستایی از توابع بخش مرکزی شهرستان کهگیلویه در استان کهگیلویه و بویراحمد ایران است مردم این روستا از طایفه اولادمیرزالی هستند و به شغل کشاورزی و دامداری مشغول هستند.

## جمعیت
این روستا در دهستان دهدشت غربی قرار دارد و براساس سرشماری مرکز آمار ایران در سال ۱۳۸۵، جمعیت آن 740 نفر (124خانوار) بوده‌است.